# Vasco da Gama, Goa

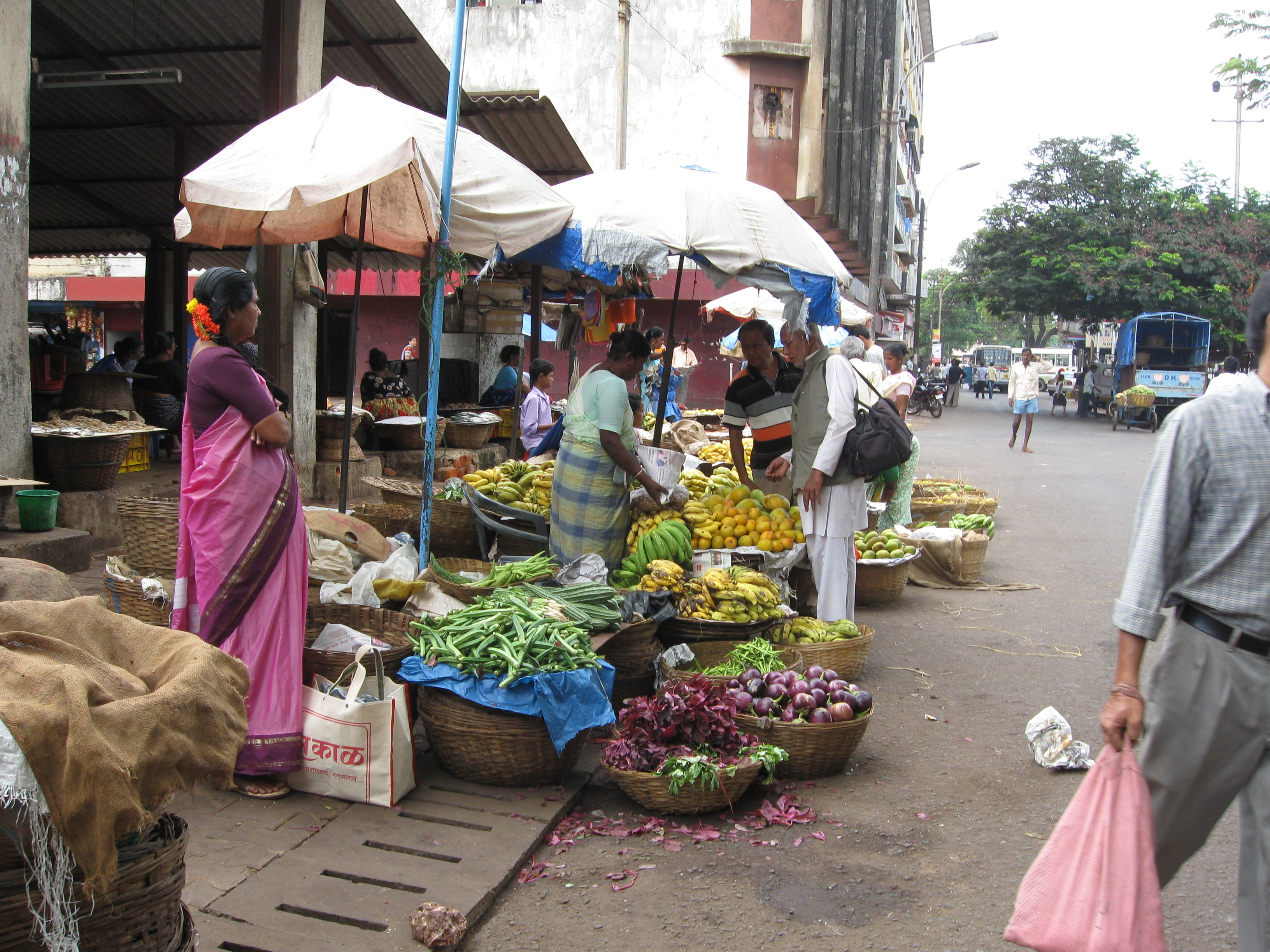
Gata i Vasco da Gama.

Vasco da Gama (ofta förkortat till Vasco, Konkani/Marathi : वास्को; formellt heter kommunen Mormugão) är delstaten Goas största stad och huvudsakliga hamnstad på Indiens västkust. Staden är uppkallad efter den portugisiske upptäcktsresanden Vasco da Gama. Folkmängden uppgick till 94 393 invånare vid folkräkningen 2011, med förorter 101 326 invånare. Staden ligger på den västliga spetsen av Mormugãohalvön, vid floden Zuaris mynning, ungefär 30 km från Panaji, Goas huvudstad. Staden grundades av portugiserna 1543 och förblev portugisiskt ända till 1961 då Goa frigjordes av Indiens armé.